# 大戸清上
大戸 清上（おおえ/おおど/ おおべ/ おびと の きよかみ、生年不詳 - 承和6年（839年））は、平安時代初期の楽人。氏姓は大戸首のち良枝宿禰。官位は外従五位下・雅楽権少属。

## 出自
大戸氏（大戸首）は阿倍氏族に属する皇別氏族とされるが、実際は渡来系氏族と考えられている。河内国河内郡大戸郷に古代の屯倉があり、その首長であったためその地名を名乗ったという。

## 経歴
承和元年（834年）正月に仁寿殿で行われた内宴で内教坊が歌舞を奏するが、清上は横笛に優れるとして叙位を受けて外従五位下となる。同年12月に雅楽笙師・大戸朝生ら一族12人とともに大戸首から良枝宿禰に改姓した。のち第19次遣唐使において遣唐音声長となり、承和3年（836年）には遣唐画師となった朝生らとともに、本居を河内国から右京七条二坊に改める。数度の渡航失敗を経て承和5年（838年）渡唐し、翌承和6年（839年）帰途に就くが、清上の乗る第2船は逆風に遭って南海の島に漂着してしまい、清上は現地の賊により殺害された。

## 人物
特に笛を得意とし、音律調弄全てその妙を極めたとされる。雅楽曲作品に『秋風楽』『海青楽』『壱団嬌』『拾翠楽』『感秋楽』『承和楽』などがある。清瀬宮経（宮継）から笛を学び、弟子に和邇部大田麻呂・源信・源生・勝弟扶・秦庭経・常世弟魚・出雲真長がいる。

## 官歴
『続日本後紀』による。
- 時期不詳：正六位上。雅楽権少属[4]
- 承和元年（834年） 正月20日：外従五位下。12月19日：改氏改姓（良枝宿禰）
- 時期不詳：遣唐音声長
- 承和3年（836年） 閏5月8日：河内国から右京七条二坊へ移貫